# Лирицис, Иоаннис
Иоаннис Лириндзис (греч. Ιωάννης Λυριντζής; род. 2 ноября 1953, Дельфы, Фокида) — греческий физик.
Лирицис и Р. Хэллоуэй (R. B. Galloway) провели сравнительный анализ керамики из Димини и Сескло из Фессалии с применением термолюминисцентного датирования. На этом основании Лирицис предложил более сложную картину соотношений двух культур: поселение Димини возникло около 4800 года до н. э., то есть за четыре века до исчезновения культуры Сескло (та исчезла около 4400 года до н. э.) и некоторое время обе культуры сосуществовали.
Лирицис с коллегами установили, что некоторые греческие храмы ориентированы на звёзды Ориона.
Лирицис с коллегами провели анализ египетского известняка, из которого сделаны некоторые монументы Древнего царства, обнаружили случайно и равномерно расположенные останки морских организмов, преимущественно нуммулитов и сделали вывод, что материал вырублен из куска породы, а не сформирован искусственно.
Лирицис с коллегами на основе текста «О лике, видимом на диске Луны» (De facie quae in orbe lunae apparet) Плутарха выдвинул теорию о том, что древние греки совершили путешествие через Атлантику в Северную Америку в 56—58 гг.